# Листовка (село)
Листовка (укр. Листівка) — село,
Подгорненский сельский совет,
Новониколаевский район,
Запорожская область,
Украина.
Код КОАТУУ — 2323684003. Население по переписи 2001 года составляло 244 человека.

## Географическое положение
Село Листовка находится на расстоянии в 2 км от села Трудооленовка (Ореховский район) и в 4-х км от села Сергеевка.

## История
- 1898 год — дата основания немцами-колонистами[источник не указан 891 день].